# Stapelia surrecta
Stapelia surrecta är en oleanderväxtart som beskrevs av Nicholas Edward Brown. Stapelia surrecta ingår i släktet Stapelia och familjen oleanderväxter. Inga underarter finns listade i Catalogue of Life.